# Night Tripper A・G・LIVE・AT・THE APOLLO
『Night Tripper A・G・LIVE・AT・THE APOLLO』（ナイト・トリッパー エー・ジー・ライブ・アット・ジ アポロ）は、1990年6月27日に発売された甲斐よしひろの映像作品。

## 概要
1989年12月20日に『横浜本牧アポロ・シアター』にて開催されたAGライヴの模様を、白黒映像で収録。現在は廃盤。
一部の楽曲は、ライブアルバム『ダブル・イニシアチブ』にも音源収録されている。

## 収録曲
1. かりそめのスウィング
2. カオス
3. ナイト・ウェイブ～破れたハートを売り物に
4. 嘘-たわごと
5. 夜のスワニー
6. そばかすの天使
7. クール・イブニング
8. I.L.Y.V.M.
9. 炎
10. ミッドナイト・プラスワン